# El Rahal de Nahamén
El Rahal de Nahamén (o Nahamení) era una antiga propietat rural situada a la Vall de Xaló, a la comarca de la Marina Alta.

## Nahamén, el propietari

### rahals o finques
Els rahals dels musulmans eren finques particulars de cultiu o d'esbargiment, o amb les dues funcions alhora. El propietari d'un rahal solia ser un personatge il·lustre o un alt funcionari civil o militar. D'aquest Nahamén no se'n té cap altra referència biogràfica, tret de la seua titularitat dominical sobre el rahal. I és, precisament, la condició de terratinent la que fa pensar que l'esmentat Nahamén seria membre de la classe social alta. Aquesta consideració, unida al fet que a la Vall de Xaló només hi ha dos rahals -aquest i el de Saneig- enfront de l'abundància d'alqueries, obliga a suposar que el rahal constituiria un tipus de propietat d'accés restringit.

### alqueries i rahals
En l'època musulmana, rahal i alqueria no eren paraules sinònimes: un rahal designava una explotació agrària d'un únic propietari, mentre que una alqueria era un llogarret, habitat generalment per camperols que tenien vincles de parentiu per procedir d'un avantpassat comú, el nom del qual solia perpetuar-se en la toponímia com a segon element de mots compostos amb "Beni-". (Beni+Alí<Benialí; Beni+Badr<Benibéder; Beni+Ibrahim<Benibrahim<Benibrai; Beni+Mussa<Benimussa; Beni+Omar<Beniomar, etc.).

## Incertesa sobre la localització
Amb les dades històriques de què a hores d'ara es disposa, resulta del tot impossible fixar la localització exacta del Rahal de Nahamén dins del territori de la Vall de Xaló; però, és molt probable que estigués situat a la vora del riu Xaló-Gorgos, perquè aquestes finques de gent acomodada solien ocupar les terres més fèrtils de les riberes fluvials. Per la mateixa raó tampoc se'n pot saber res de la seua extensió ni si estava emmurallat o no.